# ریچارد ام. وایت
ریچارد منینگ وایت (1930 – ۱۷ اوت ۲۰۲۰) مهندس برق و استاد برجسته گروه مهندسی برق و علوم کامپیوتر در دانشگاه برکلی و مدیر بنیانگذار مرکز حسگر و محرک برکلی (BSAC) بود. او و ریچارد اس. مولر BSAC را در سال ۱۹۸۶ تأسیس کردند. آنها مدال IEEE / RSE جیمز کلرک مکسول ۲۰۱۳ را به دلیل پیشگامی در نوآوری و رهبری در فناوری MEMS دریافت کردند. پروفسور وایت به خاطر اختراع Interdigital Transducer (IDT) و به دلیل کارهای موج صوتی سطحی اش، جایزه ریلی ۲۰۰۳ را دریافت کرد. او در سال ۱۹۸۶ جایزه IEEE Cledo Brunetti را دریافت کرد.
وی در سال ۱۹۳۰ متولد شد و در دنور بزرگ شد. قبل از اینکه دکترای خود را از کالج بدست آورد، در هاروارد در مورد دستگاه‌های مایکروویو در جنرال الکتریک تحقیق کرد. پروفسور وایت فلوی IEEE و عضو آکادمی ملی مهندسی و عضو انجمن پیشرفت علم آمریکا بود.
پروفسور وایت در هنگام مرگش در ۱۷ اوت ۲۰۲۰ هنوز در حوزه پژوهشی خود فعال بود.